# Suzanne Malaxos
Suzanne Malaxos, född 30 december 1961, är en friidrottare från Australien. Hon deltog vid olympiska sommarspelen 1996.